# شارون كوفاكس
شارون كوفاكس (مواليد 15 أبريل 1990)،  المعروفة مهنيًا باسم كوفاكس، هي مغنية هولندية من بارلو.

## مسار مهني

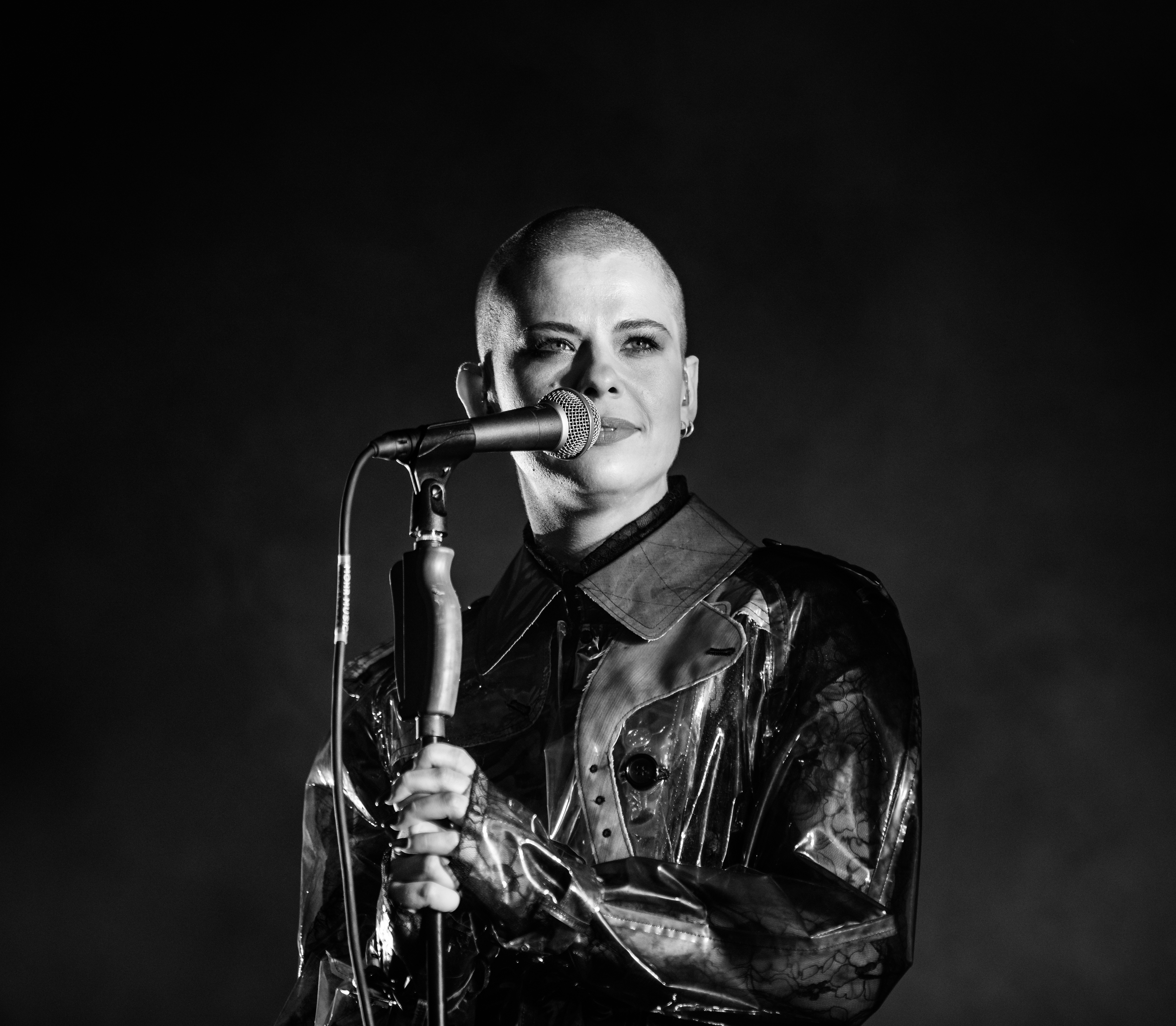
شارون كوفاكس في عرض مباشر في مسرح روك ام رينغ عام 2019.

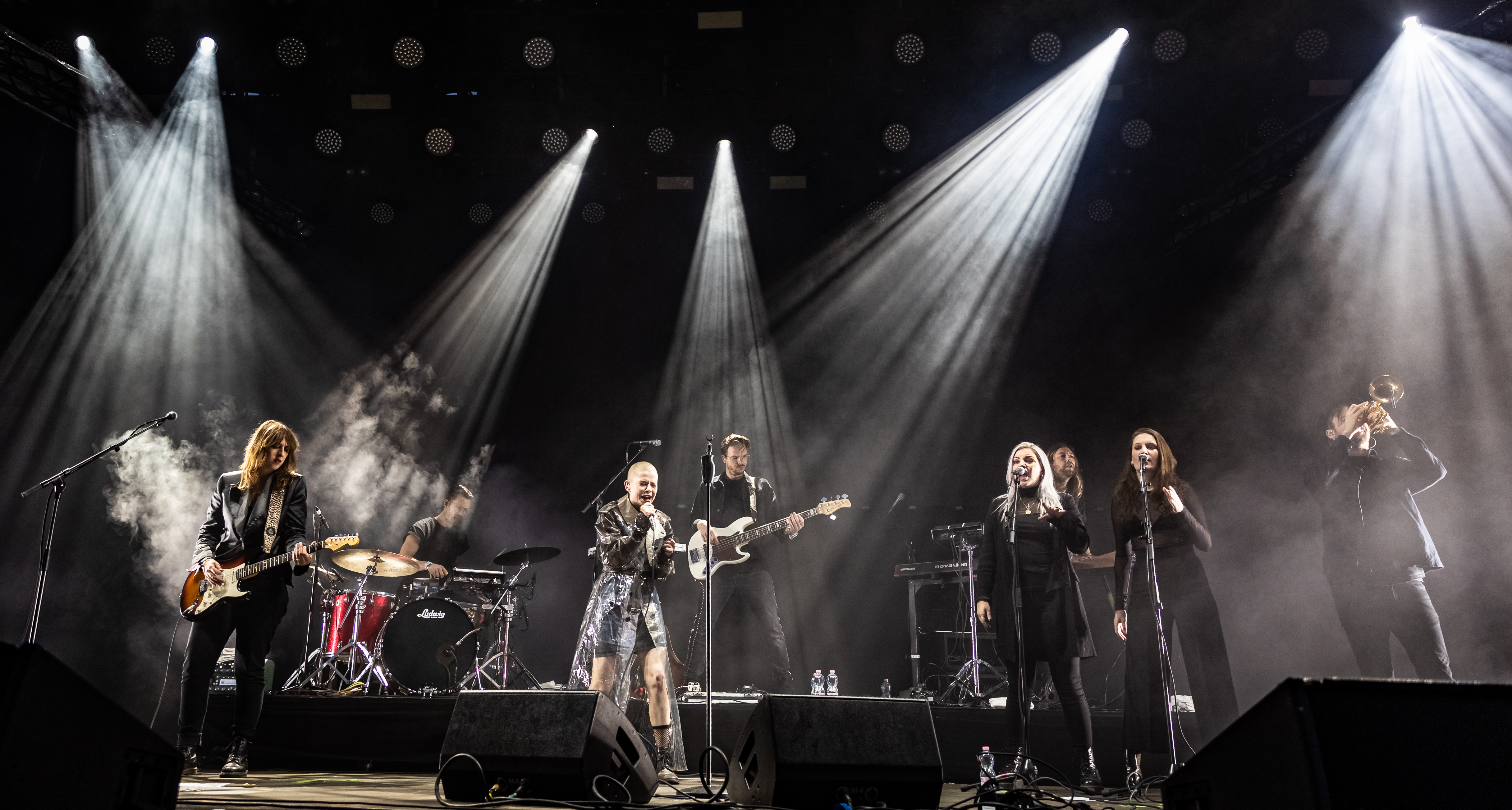
شارون كوفاكس في عرض مباشر في مسرح روك ام رينغ عام 2019.

درست كوفاكس في معهد روك سيتي، وهي مدرسة مهنية في أيندهوفن، هولندا. وتخرجت منها في عام 2013. في عام 2014 عملت مع المنتج أوسكار هوليمان لتسجيل أول أعمالها ماي لوف، والذي تم تسجيله جزئيًا في كوبا. في 1 يونيو 2014 أطلقت عليها محطة الإذاعة الهولندية إن بي أو ثري إف إم لقب موهبة الإذاعة الصاعدة. في نفس العام شاركت في مهرجانات مختلفة من بينها مهرجان الجاز لبحر الشمال ومهرجان لو لاندز، في 2 أكتوبر فازت بجائزة إن بي أو رادبو 6 للجاز والسول الهولندية في فئة «أفضل موهبة لموسيقى الجاز والسول».
أصدرت في 2 أبريل عام 2015 أول ألبوم لها شيدز اوف بلاك Shades Of Black، وبعد ذلك بدأت جولتها في نادي شيدز أوف بلاك وشاركت في مهرجانات مختلفة في جميع أنحاء أوروبا وتركيا وإسرائيل.
في 29 أكتوبر أُعلن عن أنها الفائزة الرابعة في جائزة خارج الحدود الأوروبية لعام 2016.

## الأعمال الموسيقية
ألبومات الاستوديو
- ظلال سوداء (2015)
- رائحة رخيصة (2018)

أعمال مفردة
- «حبي» EP (2014)
- «الشيطان الذي تعرفه» (2015)
- «حبة السكر» (2017)
- «رائحة رخيصة» (2018)
- «العنكبوت الأسود» (2018)
- «إنها عطلة نهاية الأسبوع» (قدم. غناش (موسيقي)) (2018)
- «ماما وبابا» (أكتوبر 2018)
- "Snake Charmer" (2019) (قدم. باروف ستيلار)
- «أنت مرة أخرى» (2019) (Soundtrack Den Horizont So Nah)
- «مجنون» (2019) (قدم. متروبول أوركيست)
- «دافئ» (2019) (قدم. إيراميلد)

## روابط خارجية
- شارون كوفاكس على موقع IMDb (الإنجليزية)
- شارون كوفاكس على موقع ميوزك برينز (الإنجليزية)
- شارون كوفاكس على موقع أول ميوزيك (الإنجليزية)
- شارون كوفاكس على موقع ديسكوغز (الإنجليزية)
- الموقع الرسمي